# سندی (یوتا)
سندی (به انگلیسی: Sandy) شهری در ایالت یوتا کشور ایالات متحده آمریکا است که جمعیت آن در سرشماری سال ۲۰۱۰ میلادی، ۸۷٬۴۶۱ نفر بوده‌ است.